# 52 Batalion WOP
52 Batalion Wojsk Ochrony Pogranicza – samodzielny pododdział Wojsk Ochrony Pogranicza.

## Formowanie i zmiany organizacyjne
Na podstawie rozkazu MBP nr 043/org z 3 czerwca 1950, na bazie 23 Brygady Ochrony Pogranicza, sformowano 5 Brygadę Wojsk Pogranicza, a z dniem 1 stycznia 1951 77 batalion Ochrony Pogranicza przemianowano na 52 batalion WOP.
W 1958 rozwiązano 52 batalion WOP.
Później odtworzono batalion z m.p. w Kłodzku. Rozwiązano go w 1961 podporządkowując strażnice i placówki brygadzie.

## Struktura organizacyjna
W 1956 batalionowi podlegały:
- 6 strażnica Kamienica II kategorii
- 5 strażnica Biela III kategorii
- 4 strażnica Stary Gierałtów II kategorii
- 3 strażnica Ludwików II kategorii
- 2 strażnica Złoty Stok I kategorii
- 1 strażnica Gościce I kategorii

Struktura batalionu i numeracja strażnic na dzień 31.12.1959.
dowództwo i sztab batalionu – Kłodzko
- 17 strażnica Rudawa IV kategorii
- 18 strażnica Lesica III kategorii
- 19 strażnica Boboszów II kategorii
- 20 strażnica Nowa Wieś II kategorii
- 21 strażnica Kamienica III kategorii
- 22 placówka? Biela II kategorii
- 23 strażnica Stary Gierałtów IV kategorii
- 24 strażnica Ludwików IV kategorii
- 25 strażnica Złoty Stok III kategorii
- 26 strażnica Gościce IV kategorii

## Dowódcy batalionu
- kpt. Mieczysław Murawski (?-1951)
- kpt. Leonard Ciesielewski (1951-?)